# Tamsulozyna
Tamsulozyna, tamsulosyna  – organiczny związek chemiczny, sulfonamid, selektywny antagonista receptora α1a i α1d w gruczole krokowym, torebce gruczołu krokowego, sterczowym odcinku cewki moczowej i szyi pęcherza moczowego.

## Działanie
Blokada receptorów α1a i α1d powoduje rozkurcz mięśni gładkich szyi pęcherza moczowego, gruczołu krokowego, co skutkuje zmniejszonym oporem odpływu moczu. Badania in vitro wykazały, że tamsulozyna ma 12 razy większe powinowactwo do receptorów α1a w prostacie, niż do α1b w aorcie. Około 70% receptorów w gruczole krokowym stanowią α1a. W rezultacie ryzyko działań niepożądanych ze strony układu sercowo-naczyniowego jest zmniejszone. Stosowana w lekach w postaci chlorowodorku tamsulozyny (łac. tamsulosini hydrochloridum).

## Farmakokinetyka
Dostępność biologiczna tamsulozyny jest niemalże pełna, przekracza 90% w przypadku podania doustnego. Czas półtrwania wynosi 10 godzin przy pojedynczym podaniu, natomiast przy stałym stosowaniu 13 godzin (dla preparatów o przedłużonym działaniu przy pojedynczym podaniu 19 godzin, natomiast przy stałym stosowaniu 15 godzin). Jest metabolizowana przez enzymy cytochromu P450 (głównie CYP3A4 i CYP2D6) w wątrobie. Usuwane z moczem jest mniej niż 10% dawki jako tamsulozyna w formie glukuronidu lub siarczanu. Dawka śmiertelna LD50 zmierzona u szczurów wynosi 650 mg/kg masy ciała.

## Wskazania
- Leczenie objawów ze strony dolnych dróg moczowych związanych z łagodnym rozrostem gruczołu krokowego[5].

Niezatwierdzone przez FDA, ale praktykowane jest również stosowanie tamsulozyny w leczeniu pęcherza nadreaktywnego, kamicy układu moczowego (efektywna dla kamieni od 4 do 10mm) oraz w zatrzymaniu moczu.

## Przeciwwskazania
- nadwrażliwość, w tym polekowy obrzęk naczynioruchowy[5]
- niedociśnienie ortostatyczne w wywiadzie[5]
- ciężka niewydolność wątroby[5]
- planowana operacja zaćmy[10]

## Działania niepożądane
- zawroty głowy
- bóle głowy
- zaburzenia wytrysku
- osłabienie
- ortostatyczne spadki ciśnienia tętniczego
- uczucie kołatania serca
- wysięk z nosa
- nudności
- wymioty
- zaparcie
- biegunka
- osutka
- świąd
- pokrzywka
- omdlenia
- obrzęk naczynioruchowy
- śródoperacyjny zespół wiotkiej tęczówki[5]

Objawy uboczne są mniej dokuczliwe w przypadku zastosowania tamsulozyny w kapsułkach o zmodyfikowanym uwalnianiu.

## Dawkowanie
1 kapsułka na dobę, 0,4 mg rano, po posiłku, doustnie. Nie ma konieczności dostosowywania dawkowania u osób z zaburzeniami czynności nerek lub niewydolnością wątroby.
Przedawkowanie może powodować ciężkie niedociśnienie. W przypadku zatrucia zaleca się położenie na plecach, stosowanie produktów zwiększających objętość krwi oraz zwężających naczynia krwionośne.

## Preparaty zawierające tamsulozynę

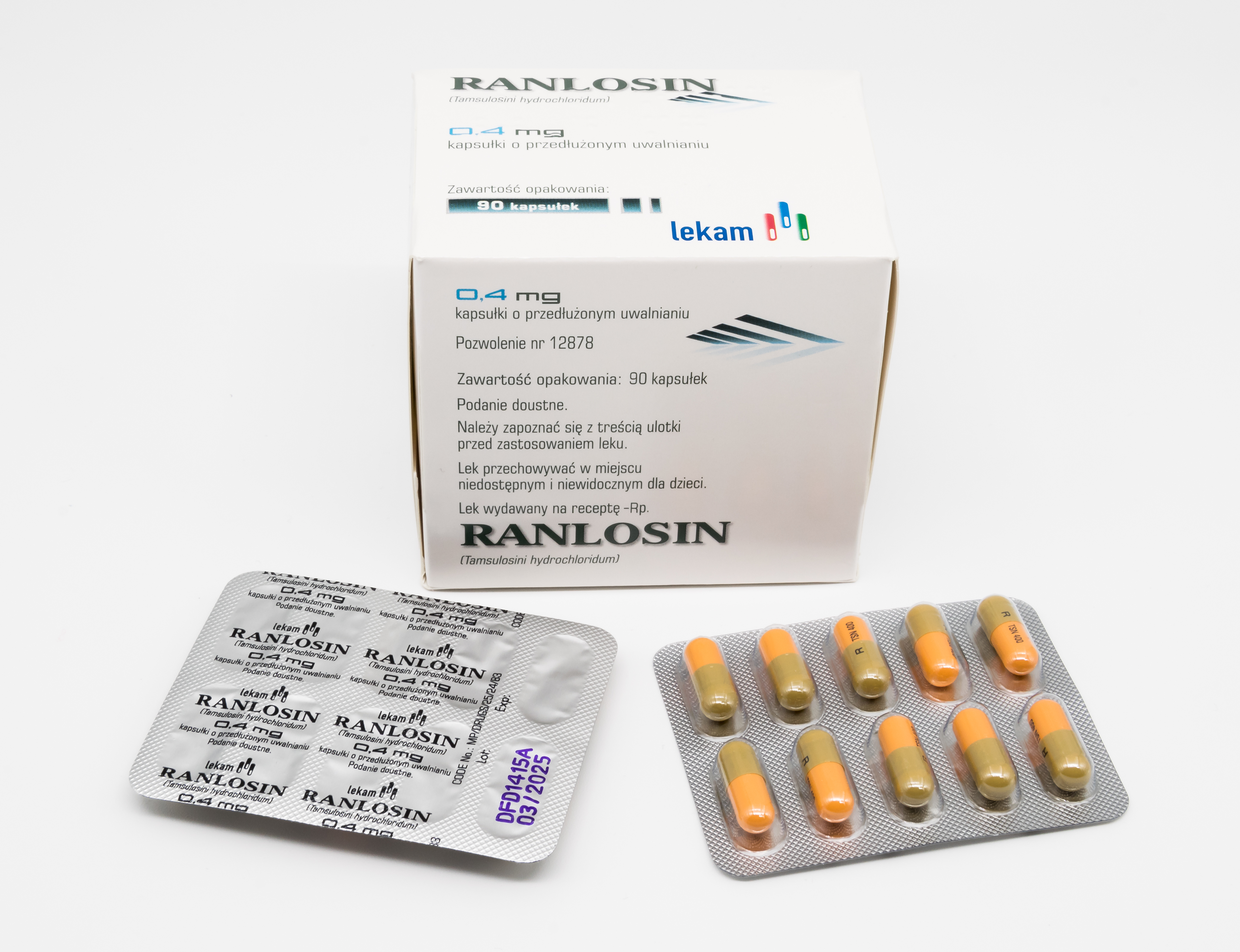
Lek z tamsulozyną

- Adatam
- Apo-Tamis
- Bazetham
- Bazetham Retard
- Flomax
- Flosin
- Fokusin
- Omnic 0,4
- Omnic Ocas
- Omsal
- Prostamnic
- Ranlosin
- Symlosin SR
- TamisPras
- Tamsudil
- Tamsugen
- Tamsulosin Genoptim
- Tanyz
- Tanyz ERAS
- Uprox
- Uprox XR
- Urostad